# Equipo dental
El equipo dental o unidad odontologíca es considerado como una serie de elementos que favorecen la recuperación dental a través de técnicas o método que realiza un higienista dental o en su efecto un odontólogo. Estas unidades odontologícas están compuesto principalmente por:sillón odontológico y unidad dental.

## Sillón Odontológico

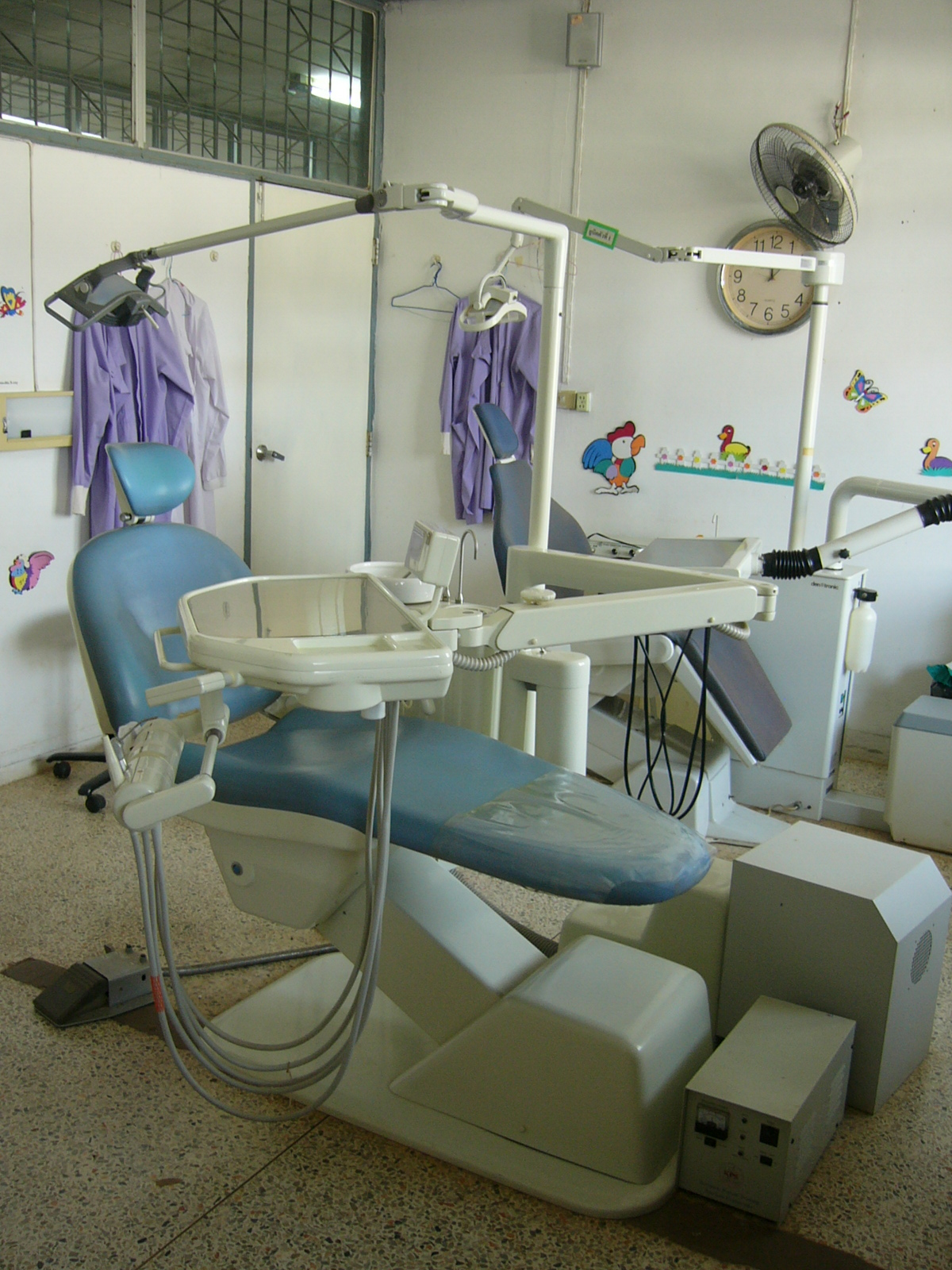
Sillón dental.

Es un sillón con reguladores de posición de respaldo y de altura general del equipo. Generalmente los movimientos de las posiciones son comandados con motores eléctricos, hidráulicos o electro hidráulicos.

## Unidad dental
- Lámpara de LUZ intraoral de luz fría o caliente:

Consta de una lámpara de alta intensidad, frente a una superficie cóncava con alto poder de reflexión que concentra el haz de luz en el interior de la cavidad oral. Es una lámpara de luz halógena con regulador de intensidad y brazo articulado orientable. 
- Unidad portainstrumentos:

Está unida al resto del equipo mediante un brazo articulado que permite su desplazamiento horizontal y vertical. Aquí encontraremos la bandeja portainstrumentos, extraíble ya que debe cambiarse entre cada paciente y limpiarlas a fondo; la jeringa de triple función (agua, aire o spray), con la punta removible para esterilizarla; y conexiones para el equipo rotatorio (tres mangueras para conectar la turbina, el micromotor y el aparato de ultrasonidos), estas se controlan con el pedal o reostato mediante un movimiento lateral del pie. Se esterilizan en autoclave. Además habrá un panel de mandos del sillón y la escupidera, que deberá ser desinfectada entre cada paciente.
- Accesorios de evacuación oral:

La saliva necesita ser evacuada de la cavidad oral durante la actividad en esta por parte del odontólogo, ya que dificulta la visión de las piezas dentales. Para ello se utilizan varios métodos. Encontramos el sistema de aspiración, para extraer líquido o partículas de la cavidad oral a través de un tubo con presión negativa. Se deben irrigar estas tuberías aspirando una solución desinfectante diluida en un litro de agua tras cada paciente (como mínimo al final de cada jornada) especialmente si ha habido sangrado, pues la sangre queda pegada a las paredes del tubo de aspiración. Los filtros se extraen y se limpian diariamente para evitar su obstrucción y contaminación. La limpieza de estas mangueras resulta muy importante, debido al alto contenido de contaminación que sufren al recoger todos los contaminantes víricos y bacteriológicos que se producen en un tratamiento dental. Actualmente existen dispositivos capaces de llevar automáticamente a cabo esta importante operación de limpieza y desinfección. La aspiración se consigue a través de un motor.
El paciente también puede retirar la saliva activamente en la escupidera enjuagándose previamente con un vaso de agua.
Las tuberías del sistema de evacuación se irrigarán como mínimo una vez al día con una solución desinfectante.